# Коломиєць Марта
Марта Коломиєць (6 квітня 1959, Чикаго — 16 серпня 2020, Київ) — була директоркою Програми імені Фулбрайта в Україні, Головою правління Українського жіночого фонду, перша американська журналістка, що приїхала до України, журналістка видання Ukrainian Weekly (1991—1998), журналістка і співробітниця низки програм з освіти, реформ місцевого самоврядування, боротьби з корупцією та розвитку громадянського суспільства, що фінансувалися урядом США. Разом з чоловіком, Данилом Яневським, була продюсером фільму про життя патріарха Йосипа Сліпого.

## Життєпис
Марта Коломиєць народилася 1959 року в родині українців у Чикаго (США). Батько Анатолій родом із Полтавщини, мати Любов — родом із Західної України. Закінчила William H. Taft High School, надалі здобувала вищу освіту в Іллінойському університеті в Чикаго, де навчалася на славістичних студіях. Згодом отримала журналістську освіту в Іллінойському університеті в Урбана-Шампейн.
З 1985 року відвідувала Україну, де познайомилася з дисидентами. Під час своєї другої поїздки в Україну у 1987 брала інтерв'ю у В'ячеслава Чорновола і Михайла Гориня. Ці відео згодом були конфісковані, а Марту Коломиєць депортували з УРСР звинувативши у шпигунській діяльності.
1991 року Марта переїхала в Україну й відкрила у Києві відділення видання Ukrainian Weekly, яке очолювала до 1997 року. Це найстарше українського англомовного тижневика, який видає Український народний союз в США. Таким чином, Коломиєць стала першою американською журналісткою, яка приїхала до України. Одночасно працювала кореспондентом агенції Associated Press та Newsweek по Україні.
В цей час вона записувала багато свідчень людей, які пережили Голодомор 1932–33 років. Свідчення були передані до Конгресової бібліотеки США і 2018 року відіграли важливу роль в ухваленні резолюції США про Голодомор. Крім того, Марта спілкувалася з українськими дисидентами, допомагала їм і теж записувала їх свідчення.
1996—1999 — прессекретар Агентства США з міжнародного розвитку (USAID), за участи Марти в Україні профінансовано сотні проєктів в секторах «громадянське суспільство», «охорона здоров'я», «економічний розвиток», «аграрний сектор», «розвиток парламентаризму та демократії».
У 1999—2002 очолювала Українську освітню програму ринкових реформ, за ініціативи й безпосередньої участі Марти в Україні було створено 25 регіональних пресклубів, більшість з яких працюють і нині.
2004—2007 — керівниця антикорупційної програми USAID «Партнерство за прозоре суспільство». Програма займалась створенням антикорупційних громадських коаліцій у співпраці з профільним комітетом Верховної Ради України, який очолював Володимир Стретович.
З 2006 — член правління україно-американської організації «Приятелі дітей», що надає матеріальну допомогу українським сиротам та знедоленим дітям.
2004—2007 — керівниця програми «Партнерство громад» Фундації «Україна-США», що ставила на меті розвиток місцевого самоврядування, допомагала розробляти місцеві ініціативи та встановлювати зв'язки між містами України та США (наприклад, Києва та Чикаго).
2007—2009 — керівниця українського офісу Національного демократичного інституту США (NDI), який допомагав розвитку всіх українських політичних партій, без огляду на їх ідеологічні розбіжності.
2010—2012 працювала в Чикаго (США) директоркою програм і комунікацій Української католицької освітньої фундації. Допомагала Українському католицькому університету і входила до комітету «Приятелів УКУ» в США та Україні.
Підтримувала незаконно ув'язненого у Росії українського режисера Олега Сенцова.
З 2013 року керувала програмою академічних обмінів ім. Сенатора Фулбрайта, спонсорованої Конгресом США. В рамках програми понад тисяча українських вчених та студентів отримали стипендії для навчання в провідних вишах США, а понад 800 американців стажувалися й навчалися в Україні.

## Фільм
Марта Коломиєць була продюсером фільму (разом з чоловіком, Данилом Яневським) документально-хронікального фільму «Патріарх Йосип Сліпий» про життя патріарха. Це фільм виробництва студії «Контакт», режисер фільму — Олександр Фролов. Перший показ відбувся 2002 року на Першому національному телеканалі.

## Нагороди
- 2006 — Заслужений журналіст України
- орден «За заслуги» ІІІ ступеня (посмертно).[11]